# Xylokorys
Xylokorys é um gênero animal de artrópodes do Siluriano. Foi encontrado no  Lagerstätte siluriano de Herefordshire, Inglaterra.

## Etimologia
Seu nome deriva do grego xylos (âmago) e korys (elmo) devido a semelhança de sua carapaça com a chapelaria dos militares europeus durante o período colonial. O nome da espécie deriva do grego chledos (lama) e philia (gosto).

## Morfologia
A cabeça e o tronco são cobertos por uma carapaça ovóide. A cabeça tem cinco pares de apêndices. O primeiro é unirramoso, com projeções dorsais e ventrais distais. O primeiro apêndice emerge de um entalhe mediano de aproximadamente 0,25 vezes a largura da carapaça. Os apêndices dois, três e quatro são grandes e birramosos. Cada endopodito (ramo interno e articulado dos apêndices birramosos) termina em duas projeções e cada exopodito (ramo externo do apêndice) tem franjas de cerdas distais. O exopodito do apêndice quatro é muito longo. O apêndice cinco é possivelmente birramoso. Todos os apêndices apresentam podomeres (segmento de um membro).
O hipostômio (dobra que limita o bordo superior da abertura bucal) é muito longo, estreito e sub-retangular. Ele é subdividido em um ombro lateral pontiagudo. A borda anterior está alinhada subparalelamente à crista dorsal da carapaça. A borda anterior parece estar em forma sub–rombóide e está presa a borda da carapaça. A borda posterior do hipostômio é ligeiramente convexa.
A presumível boca encontra-se na margem distal posterior do hipostômio. Ela se abre em um tubo anteriormente expandido. Anteriormente, o canal alarga-se em uma pequena seção compreendendo seis cristas e sulcos longitudinais, que podem representar músculos; cristas alternativas são mais amplas. Mais anteriormente, torna-se um simples tubo novamente. Três traços do intestino são representados na região do tronco.
Há aproximadamente 35 pares de apêndices no tronco birramoso. Cada exopodito compreende uma haste de comprimento delgado, com aproximadamente 25 filamentos finos.
O Xylokorys possuía um comprimento médio de 32 mm e não possui olhos.

## Estilo de Vida
Possivelmente, o Xylokorys levou um estilo de vida bentônico, alimentando-se de partículas que coletava e filtrava do solo e também pode ter consumido presas.